# Játék határok nélkül 1997
Az 1997-es Játék határok nélkül a sorozat 28. évada.
- Helyszín: Budapest, Magyarország (Elődöntők), Lisszabon, Portugália (Döntő)
- Műsorvezetők: Borbás Mária és Gundel Takács Gábor
- Nemzeti Bíró: Hovorka Orsolya

## Részt vevő országok
- Svájc (CH): Piros
- Franciaország (F): Világoskék
- Görögország (GR): Sötétkék
- Magyarország (H): Sárga
- Olaszország (I): Fehér
- Hollandia (NL): Narancssárga
- Portugália (P): Zöld
- Szlovénia (SLO): Rózsaszín

## 1. elődöntő
TV-ben leadták: 1997. június 29.;
Házigazda: Magyarország
| Hely | Ország | Város           | Város |
| ---- | ------ | --------------- | ----- |
| 1    | H      | Gyöngyös        | 91    |
| 2    | CH     | Vedeggio        | 65    |
| 3    | SLO    | Laško           | 64    |
| 4    | P      | Aveiro          | 58    |
| 5    | I      | Castel Goffredo | 54    |
| 6    | NL     | Maarssen        | 40    |
| 7    | F      | Lyon            | 36    |
| 8    | GR     | Tínosz          | 31    |

A gyöngyösi csapat mindössze 5 pontot vesztett a játékok alatt, így ők számítanak a legeredményesebb elődöntősnek.

## 2. elődöntő
TV-ben leadták: 1997. július 6.;
Házigazda: Svájc
| Hely | Ország | Város                | Pont |
| ---- | ------ | -------------------- | ---- |
| 1    | P      | Amadora              | 72   |
| 2    | H      | Pápa                 | 70   |
| 3    | SLO    | Bovec                | 63   |
| 4    | GR     | Katastari-Zákinthosz | 55   |
| 5    | F      | Troyes               | 51   |
| 6    | I      | Otranto              | 47   |
| 7    | NL     | Almere               | 45   |
| 8    | CH     | Chiasso              | 43   |

## 3. elődöntő
TV-ben leadták: 1997. július 13.;
Házigazda: Franciaország
| Hely | Ország | Város                          | Pont |
| ---- | ------ | ------------------------------ | ---- |
| 1    | SLO    | Šentjernej                     | 80   |
| 2    | CH     | Schattdorf                     | 75   |
| 3    | H      | Budapest (Belváros-Lipótváros) | 64   |
| 4    | GR     | Szkíathosz                     | 60   |
| 5    | P      | Moura                          | 54   |
| 6    | NL     | Loon op Zand                   | 50   |
| 7    | I      | Laigueglia                     | 35   |
| 8    | F      | Poitiers                       | 31   |

## 4. elődöntő
TV-ben leadták: 1997. július 20.;
Házigazda: Görögország
| Hely | Ország | Város           | Pont |
| ---- | ------ | --------------- | ---- |
| 1    | H      | Komárom         | 67   |
| 2    | F      | La Clusaz       | 65   |
| 3    | P      | Lamego          | 58   |
| 3    | SLO    | Vuzenica        | 58   |
| 5    | GR     | Hania           | 56   |
| 6    | I      | Portici         | 52   |
| 7    | NL     | Vlissingen      | 51   |
| 8    | CH     | Valle Bregaglia | 48   |

## 5. elődöntő
TV-ben leadták: 1997. július 27.;
Házigazda: Olaszország
| Hely | Ország | Város               | Pont |
| ---- | ------ | ------------------- | ---- |
| 1    | P      | Vila Franca de Xira | 68   |
| 2    | SLO    | Ormož               | 67   |
| 3    | CH     | Coldrerio           | 60   |
| 4    | NL     | Laarbeek            | 57   |
| 5    | F      | Biarritz            | 54   |
| 6    | H      | Gyula               | 50   |
| 7    | GR     | Agrinio             | 48   |
| 8    | I      | Belmonte Mezzagno   | 41   |

## 6. elődöntő
TV-ben leadták: 1997. augusztus 3.;
Házigazda: Hollandia
| Hely | Ország | Város      | Pont |
| ---- | ------ | ---------- | ---- |
| 1    | NL     | Heerlen    | 76   |
| 2    | H      | Szarvas    | 72   |
| 3    | I      | Courmayeur | 64   |
| 4    | CH     | Faido      | 55   |
| 5    | SLO    | Briše      | 54   |
| 6    | P      | Bragança   | 53   |
| 7    | F      | Avignon    | 40   |
| 8    | GR     | Leros      | 35   |

## 7. elődöntő
TV-ben leadták: 1997. augusztus 10.;
Házigazda: Portugália
| Hely | Ország | Város          | Pont |
| ---- | ------ | -------------- | ---- |
| 1    | H      | Érd            | 72   |
| 2    | I      | Val di Sole    | 68   |
| 3    | P      | Felgueiras     | 64   |
| 4    | SLO    | Tržič          | 58   |
| 5    | GR     | Patras         | 51   |
| 6    | F      | Orléans        | 48   |
| 6    | NL     | Raalte         | 48   |
| 8    | CH     | Lago di Lugano | 33   |

## 8. elődöntő
TV-ben leadták: 1997. augusztus 17.;
Házigazda: Szlovénia
| Hely | Ország | Város        | Pont |
| ---- | ------ | ------------ | ---- |
| 1    | NL     | Zandvoort    | 68   |
| 2    | GR     | Xanthi       | 65   |
| 3    | CH     | Ticino       | 60   |
| 3    | H      | Tiszaújváros | 60   |
| 5    | F      | Cannes       | 52   |
| 6    | P      | Viseu        | 51   |
| 7    | SLO    | Kranj        | 46   |
| 8    | I      | Arzachena    | 32   |

## 9. elődöntő
TV-ben leadták: 1997. augusztus 24.;
Házigazda: Magyarország
| Hely | Ország | Város      | Pont |
| ---- | ------ | ---------- | ---- |
| 1    | P      | Paredes    | 66   |
| 2    | I      | Norcia     | 65   |
| 3    | SLO    | Majšperk   | 59   |
| 4    | H      | Eger       | 58   |
| 5    | GR     | Edessa     | 55   |
| 6    | CH     | Brissago   | 52   |
| 7    | F      | Strasbourg | 50   |
| 8    | NL     | Ĳsselstein | 46   |

## Döntő
TV-ben leadták: 1997. augusztus 31.;
Az alábbi csapatok jutottak a döntőbe:
| Ország | Város       | Hely | Pont | Elődöntő |
| ------ | ----------- | ---- | ---- | -------- |
| CH     | Schattdorf  | 2    | 75   | 3        |
| F      | La Clusaz   | 2    | 65   | 4        |
| GR     | Xanthi      | 2    | 65   | 8        |
| H      | Gyöngyös    | 1    | 91   | 1        |
| I      | Val di Sole | 2    | 68   | 7        |
| NL     | Heerlen     | 1    | 76   | 6        |
| P      | Amadora     | 1    | 72   | 2        |
| SLO    | Šentjernej  | 1    | 80   | 3        |

Döntő eredménye
| Hely | Ország | Város       | Pont |
| ---- | ------ | ----------- | ---- |
| 1    | P      | Amadora     | 68   |
| 2    | I      | Val di Sole | 66   |
| 3    | CH     | Schattdorf  | 65   |
| 4    | H      | Gyöngyös    | 64   |
| 5    | NL     | Heerlen     | 63   |
| 6    | GR     | Xanthi      | 40   |
| 7    | SLO    | Šentjernej  | 38   |
| 8    | F      | La Clusaz   | 34   |

| Előző Játék határok nélkül 1996 | Játék határok nélkül 1997 | Következő Játék határok nélkül 1998 |